# 김태식 (권투 선수)
김태식(1956년 7월 4일 ~ )은 대한민국의 전직 프로복싱 선수다. 프로복싱 통산전적은 17승(13KO) 3패. 별명 '돌주먹'.

## 생애
1956년 강원도 명주군 묵호읍(현 동해시)에서 태어났다. 1977년 9월 30일 프로복싱에 데뷔했다. 1980년 2월 17일 서울에서 열린 세계복싱협회(WBA) 플라이급 타이틀전에서 루이스 이바라를 2회 KO로 꺾고 세계챔피언이 됐다. 1980년 12월 LA에서 열린 2차 방어전에서 판정패하며 타이틀을 잃었다. 1981년 8월 세계복싱평의회(WBC) 플라이급 타이틀에 도전했지만 멕시코의 안토니오 아벨라에게 2회 KO패했다. 1982년 9월 4일 대구에서 알베르토 라미레스와 재기전에서 판정승을 거뒀지만, 경기후 뇌수술을 받았고, 후유증을 극복하지 못한 채 은퇴했다. 2007년 5월 김태식 복싱짐 관장이 됐다.

## 일화
- 1977년 9월 30일 프로복싱 데뷔전에서는 3회 KO패를 당했다.
- 전성기의 훅은 일품이라는 평가를 받았다.
- 아넬 아로살과 경기에서 턱이 부서졌다.
- 은퇴후 면목동에서 고깃집을 운영했다.

## 같이 보기
- 한국의 권투 선수 목록